# جليل آباد
جليل آباد (بالأذرية: Cəlilabad) هي مدينة وعاصمة مقاطعة جلال آباد في أذربيجان. تم تسمية المدينة على «جليل محمد كوليزاده».

## معرض

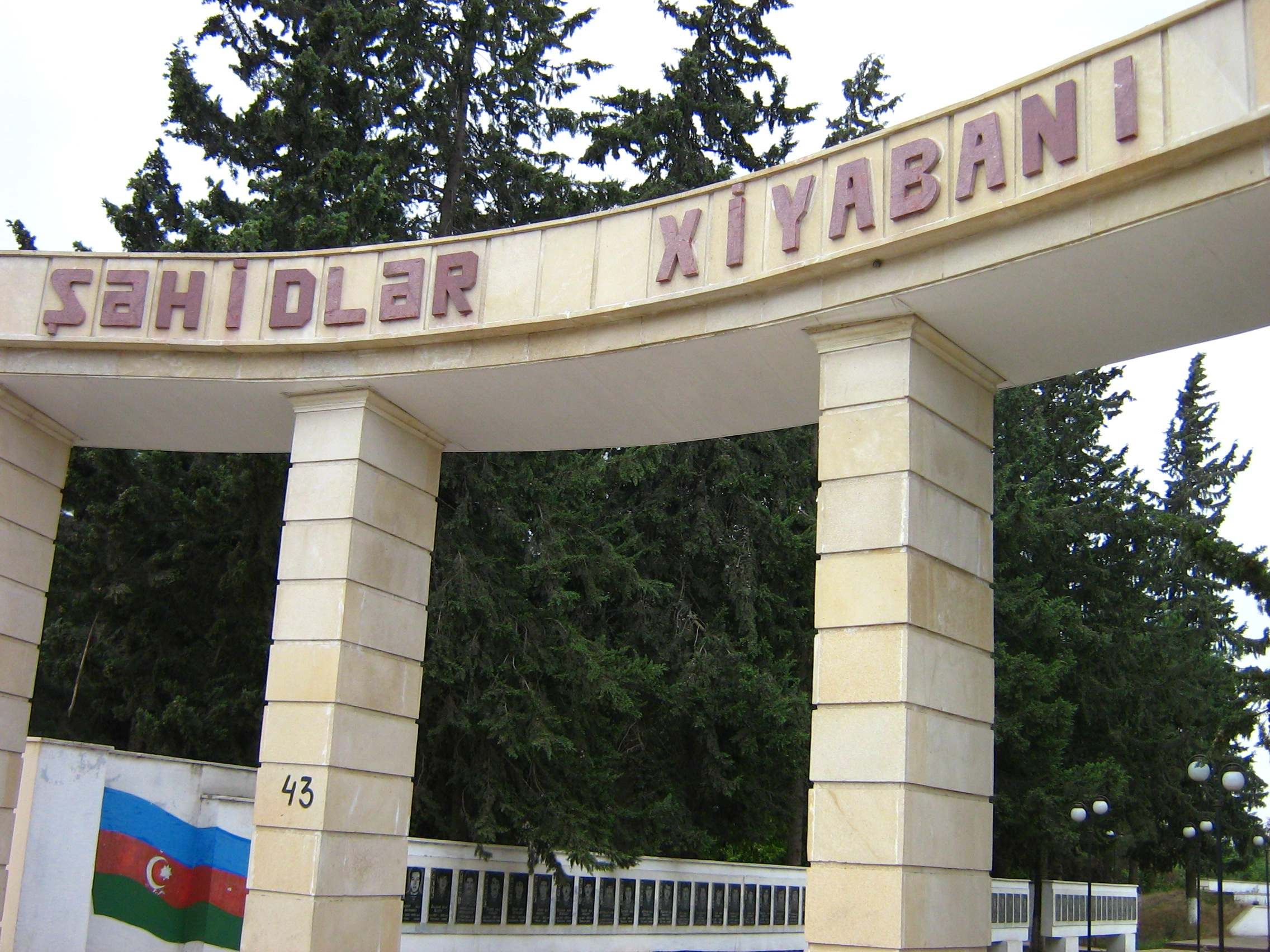
ساحة الشهداء، جلال آباد
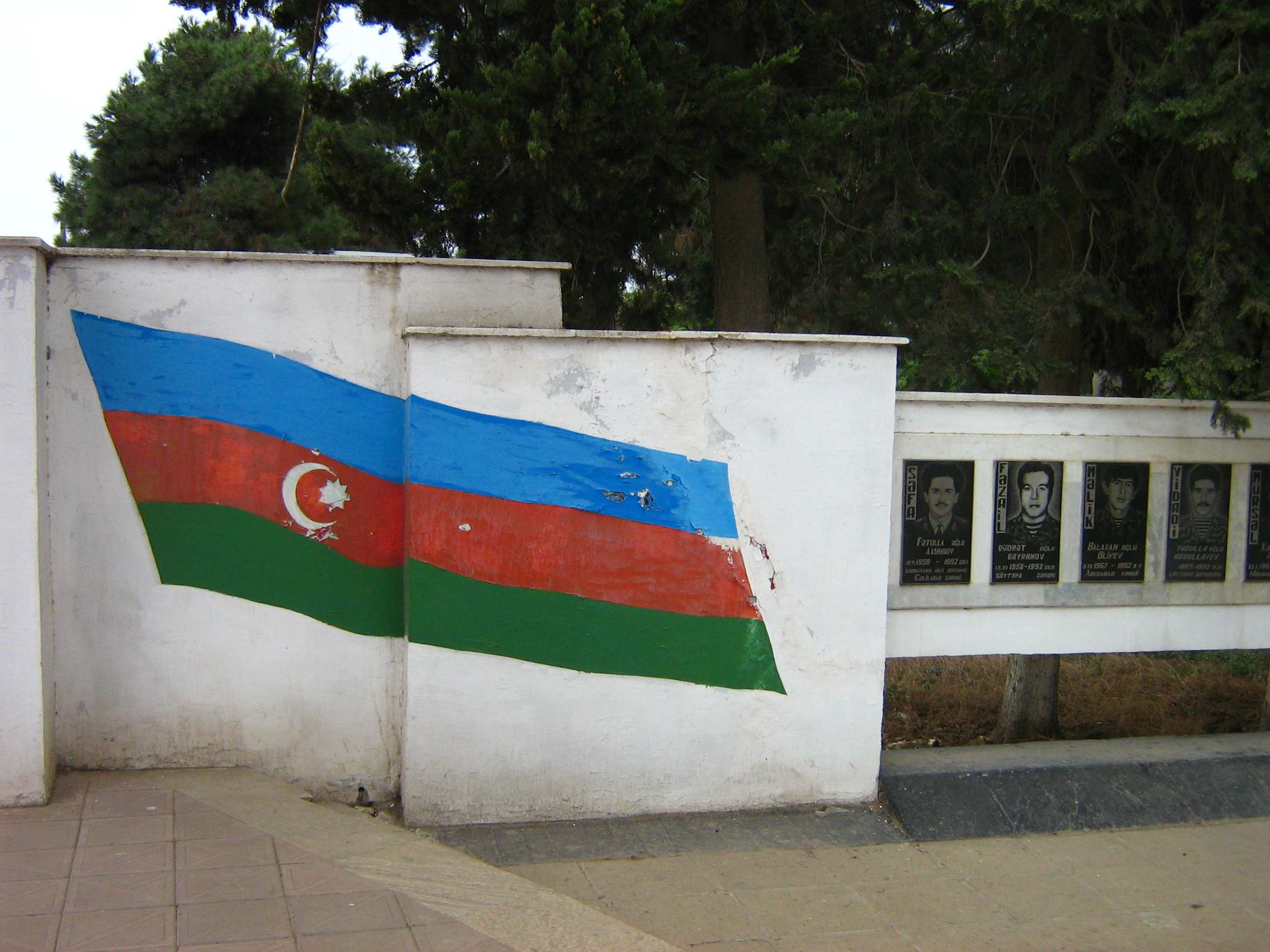
داخل ساحة الشهدا، جلال آباد